# 翁多州
翁多州是奈及利亞36州之一，首府阿库雷，下轄18個次級行政區域。翁多州是1976年自西部州分離。1996年，翁多州的一部分又被劃分為埃基蒂州。